# Парабельське сільське поселення
Парабе́льське сільське поселення (рос. Парабельское сельское поселение) — сільське поселення у складі Парабельського району Томської області Росії.
Адміністративний центр — село Парабель.
Населення сільського поселення становить 8039 осіб (2019; 7829 у 2010, 7731 у 2002).

## Склад
До складу сільського поселення входять:
| Населений пункт      | Населення, осіб (2002) | Населення, осіб (2010) |
| -------------------- | ---------------------- | ---------------------- |
| Бугри, присілок      | 249                    | 233                    |
| В'ялово, присілок    | 97                     | 96                     |
| Голещихіно, присілок | 50                     | 64                     |
| Заозеро, присілок    | 14                     | 15                     |
| Кірзавод, селище     | 420                    | 580                    |
| Костарево, присілок  | 305                    | 327                    |
| Парабель, село       | 6209                   | 6096                   |
| Сухушино, присілок   | 126                    | 157                    |
| Толмачово, село      | 261                    | 261                    |